# Sint-Joriskapel (Neubrandenburg)
De Sint-Joriskapel (Duits: Kapelle St. Georg) is een vroeggotische kapel in Neubrandenburg.  De 14e-eeuwse kapel ligt buiten de historische binnenstad, voor een van de vier grote stadspoorten, de Treptower Tor, en behoort tot de gemeente van de Sint-Johanneskerk. De Joriskapel is de enige bewaarde kapel van de oorspronkelijk drie middeleeuwse kapellen die voor de poorten van Neubrandenburg stonden.

## Geschiedenis
In de middeleeuwen behoorde de kapel samen met enige omliggende gebouwen tot een hospitaal. Afgezonderd van de stadsbevolking hield men zich hier bezig met de zorg voor pelgrims, die niet zelden met lepra en andere besmettelijke ziekten terugkeerden van hun pelgrimsreizen. Later werden er ook slachtoffers van de pest verzorgd.
Vanaf de 18e eeuw nam men er hulpbehoevende ouderen uit de stad op. Na de opheffing van het hospitaal werden de gebouwen in gebruik genomen als woonhuizen. Tegenwoordig is er een hotel met restaurant gevestigd.
De kapel zelf is na een restauratie in het jaar 1994 weer toegankelijk voor het publiek. Zo nu en dan worden er erediensten gevierd of huwelijken gesloten; periodiek vinden er muziekoptredens plaats.

## Bouwwerk
Het rechthoekige gebouw werd opgetrokken van baksteen en rust op een fundament van veldstenen. De lengte van de rechthoekige kapel is 10.90 meter lang en 5.70 meter breed en  het gebouw wordt overdekt door een schilddak. Midden op het dak bevindt zich een vierkante vakwerktoren met een octogonale lantaarn en klokvormige afsluiting. De toren betreft een reconstructie uit 1994, naar de vorm van de toren uit de tweede helft van de  18e eeuw.
Het muurwerk wordt op alle kanten versierd door friezen, onder de dakrand een fries met een vierpasmotief en onder de vensters een dubbel tandfries (waarvan de hoeken van de bakstenen naar buiten steken). Aan de noordelijke en westelijke zijde bevinden zich spitsboogportalen met geprofileerd muurwerk. Op de oostelijke muur wisselen drie blindnissen de twee spitsbogenvensters af; onder de middelste (iets verkorte) blindnis bevindt zich een segmentboognis. Waarschijnlijk bevatte deze segmentboognis oorspronkelijk een Bijbelse voorstelling.

## Interieur
Het eenvoudige interieur van de kapel wordt verdeeld door brede spitsboognissen. In een noordoostelijke muurpijler is een eiken hostieschrijn ingebouwd.
Aan een noordelijke venster bevindt zich een fragment van gebrandschilderd glas uit de 14e eeuw met de voorstelling van een man met baard.
De altaaropzet met drie vleugels bevindt zich sinds het jaar 2012 in een zijschip van de Johanneskerk.